# Sébastien Barberis
Sébastien Barberis (Sion, 31 mei 1972) is een Zwitsers voormalig voetballer die speelde als middenvelder. Zijn vader Umberto was ook een voetballer en een coach.

## Carrière
Hij maakte zijn profdebuut voor FC Malley in 1990, hij speelde er twee seizoen alvorens naar Servette Genève te trekken. Hij werd met Servette kampioen in 1994, maar met Basel waar hij speelde van 1997 tot 2005 werd hij drie keer landskampioen in 2002, 2004 en 2005. Hij won in 2002 en 2003 de beker met Basel, hij eindigde zijn carrière bij het bescheiden FC Bulle.

## Erelijst
- Servette Genève
  - Landskampioen: 1994

- FC Basel
  - Landskampioen: 2002, 2004, 2005
  - Zwitserse voetbalbeker: 2002, 2003